# Журнал общей биологии
Журнал общей биологии — радянський, тепер російський науковий журнал, що публікує статті з теоретичних питань біології, які становлять інтерес для широкого кола науковців-біологів. Традиційно значна частина статей журналу висвітлює питання еволюційної біології та екології.
Журнал засновано в травні 1940 року видатним українським і російським еволюційним біологом академіком І. І. Шмальгаузеном, який тоді очолював одночасно Інститут зоології АН УРСР у Києві та Інститут еволюційної морфології AH CPCP у Москві. Академік І. І. Шмальгаузен опублікував декілька важливих статей у цьому журналі, зокрема працю, в якій було вперше запропоновано теорію стабілізуючого добору: «Стабилизирующий отбор и его место среди факторов эволюции» (у № 3 за 1941 рік).
Також декілька важливих статей опублікував у цьому журналі видатний український генетик академік С. М. Гершензон, що на той час також працював у Інституті зоології АН УРСР, зокрема, разом зі співавторами, — революційну працю «Вызывание мутаций у Drosophila тимонуклеиновой кислотой» (№ 2 за 1948 рік).